# Lee Min-goo
Lee Min-goo (kor. 이민구; ur. 27 lipca 1992) – południowokoreański aktor.

## Filmografia

### Filmy
| Rok  | Tytuł                       | Rola | Źr.   |
| ---- | --------------------------- | ---- | ----- |
| 2024 | You Are the Apple of My Eye |      | [ 2 ] |

### Seriale
| Rok  | Tytuł                   | Rola                 | Źr.   |
| ---- | ----------------------- | -------------------- | ----- |
| 2022 | All of Us Are Dead      | Lee Jin-su           | [ 3 ] |
| 2022 | The Glory               | Doktor szpitala      | [ 1 ] |
| 2023 | Crash Course in Romance | Członek ChiYeolSucks | [ 1 ] |
| 2023 | Wezwał cię czas         | Kwon Do-hun          | [ 1 ] |
| 2024 | Frankly Speaking        | We własnej osobie    | [ 1 ] |
| 2024 | Hierarchy               | Baek Chan Min        | [ 4 ] |